# Thượng bì
Thượng bì là lớp ngoài cùng trong ba lớp tạo nên da, các lớp bên trong bao gồm hạ bì và trung bì. Lớp thượng bì là một hàng rào ngăn nhiễm trùng do các mầm bệnh từ môi trường và điều hòa lượng nước khỏi cơ thể vào trong không khí qua thoát hơi nước qua thượng bì. Thượng bì bao gồm nhiều lớp tế bào dẹt nằm trên một lớp tế bào đáy gồm tế bào hình trụ.
Các hàng tế bào phát triển từ tế bào gốc trong lớp đáy. Cơ chế tế bào điều hòa nước và natri (ENaCs) được tìm thấy trong tất cả các lớp thượng bì.
Thượng bì của con người là một ví dụ đặc trưng của biểu mô, đặc biệt là một biểu mô lát tầng sừng hóa.

## Lớp
Thượng bì bao gồm 4 hoặc 5 lớp, tùy thuộc vào khu vực da. Những lớp thứ tự từ ngoài vào trong là:
- Lớp sừng

Bao gồm từ 10 đến 30 lớp tế bào đa diện, không nhân (bước biệt hóa cuối cùng của tế bào sừng), lòng bàn tay và gan chân có nhiều lớp nhất. Các tế bào sừng được bao quanh bởi vỏ protein. Hầu hết chức năng hàng rào bảo vệ của biểu bì đều đến từ lớp này.
- Lớp sáng (chỉ ở lòng bàn tay và gan bàn chân)

Thượng bì của hai vùng này được dày hơn là nhờ lớp thượng bì có 5 lớp thay vì 4.
- Lớp hạt

Các tế bào sừng (keratinocyte) mất nhân và bào tương nằm ở lớp hạt. Chất béo nằm trong các tế bào sừng được giải phóng vào khoang ngoại bào qua xuất bào để tạo thành một hàng rào lipid bảo vệ trên da. Những chất béo phân cực được sau đó chuyển thành  chất béo không phân cực và sắp xếp song song với các tế bào bề mặt. Ví dụ glycosphingolipids trở thành ceramides và phospholipid trở thành axit béo tự do.
- Lớp gai
- Lớp đáy

Lớp Malpighi có mặt ở cả lớp đáy và lớp gai.
Thượng bì ngăn cách với hạ bì bởi màng đáy.

## Chức năng

### Hàng rào bảo vệ
Thượng bì có chức năng như một hàng rào để bảo vệ cơ thể chống lại vi khuẩn, stess oxy hóa (tia cực tím), và hóa chất, và cản trở cơ học các chấn thương nhỏ. Hầu hết vai trò bảo vệ của hàng rào này là nhờ lớp sừng.

### Giữ ẩm
Khả năng giữ nước của da là chủ yếu do lớp sừng và rất quan trọng cho việc duy trì làn da khỏe mạnh. Chất béo sắp xếp theo một bậc thang và tổ chức giữa các tế bào của lớp sừng tạo thành một hàng rào mất nước qua da.

### Màu da
Số lượng và phân phối của tế bào hắc tố trong thượng bì là nguyên nhân cho đa dạng về màu da trong Homo sapiens.... Được tìm thấy trong melanosome, hạt hình thành trong tế bào hắc tố từ đó chúng được chuyển đến các tế bào sừng xung quanh. Kích thước, số lượng và sắp xếp những melanosome khác nhau giữa các chủng tộc, tuy nhiên dù số lượng tế bào hắc tố có thể thay đổi khác nhau giữa vùng cơ thể, số lượng của chúng giống nhau ở tất cả các vùng trên tất cả mọi người. Số lượng melanosome trong sừngs làm tăng sự tiếp xúc với tia cực tím, còn phân bố của chúng hầu như không ảnh hưởng.